# Собственное мнение
«Собственное мнение» — советский цветной художественный фильм, снятый в 1977 году режиссёром Юлием Карасиком на киностудии Мосфильм.
Премьера фильма состоялась 28 октября 1977 года.
Фильм в СССР посмотрели 13 100 000 зрителей.

## Сюжет
Приглашённые на завод молодые специалисты: психолог Петров, энергичный парень родом из провинции, самостоятельно пробивающийся в жизни, и социолог Бурцева, молодая женщина, пережившая в прошлом личную драму, изучают проблему: почему опытные, инициативные работники часто увольняются с предприятия и переходят на другие заводы города.
После изучения причин и обстоятельств с помощью секретаря парткома Константинова они изложат результаты и убедят администрацию в необходимости иметь собственную социологическую лабораторию… В фильме производственные темы переплетаются с личными отношениями.

## В ролях
- Владимир Меньшов — Михаил Петрович Петров, психолог
- Людмила Чурсина — Ольга Андреевна Бурцева, социолог
- Александр Лазарев — Константинов, секретарь парткома
- Евгений Карельских — Павел Сергеевич Прокопенко, начальник подготовительного цеха
- Елена Проклова — Татьяна Ёлкина, работница завода
- Нина Ургант — Олимпиада Васильевна, мать Татьяны, кладовщица в цеховой инструменталке
- Павел Панков — Иван Степанович Басов, директор завода
- Евгения Ханаева — Людмила Ивановна, начальник отдела кадров
- Евгений Буренков — Пётр Самсонов, мастер 4-го участка
- Валерий Хлевинский — Фёдор Уваров, жених Татьяны
- Ирина Бунина — Бодренкова, работница сборочного цеха

## Съёмочная группа
- Автор сценария: Валентин Черных
- Режиссёр-постановщик: Юлий Карасик
- Оператор-постановщик: Анатолий Кузнецов
- Композитор: Борис Чайковский
- Художник-постановщик: Борис Бланк

## Критика
Кинокритик Н. Савицкий анализируя фильм утверждал, что 

«В „Собственном мнении“ Михаил Петров в исполнении В. Меньшова — слишком самоуверен, победителен с самого начала. Он явился не изучать, а поучать. Он практически не ошибается — и потому ему не слишком доверяешь. … в фильме абсолютно преобладает декларативный тон, публицистический стиль, эмоционально обедненный»— Савицкий Н. Человек и его дело («Собственное мнение») // Экран 1976-1977. М.: Искусство, 1978. С.92-96.